# Gran Premio di Gran Bretagna 1989
Il Gran Premio di Gran Bretagna 1989 fu l'ottava gara della stagione 1989 del Campionato mondiale di Formula 1, disputata il 16 luglio sul Circuito di Silverstone. La manifestazione vide la vittoria di Alain Prost su McLaren - Honda, seguito da Nigel Mansell su Ferrari e da Alessandro Nannini su Benetton - Ford Cosworth.

## Prima della gara
- Il Gran Premio di Gran Bretagna sarebbe stato decisivo per le scuderie che disputavano le prequalifiche: dopo che nelle prime otto gare erano state costrette a farlo le nuove squadre (Brabham e Onyx) e quelle peggio piazzate nel mondiale precedente, dal Gran Premio di Germania avrebbero dovuto prendervi parte i sette team peggio piazzati in classifica nella prima parte di stagione.
- Derek Warwick tornò alla guida della sua Arrows dopo aver saltato il Gran Premio di Francia per un infortunio.
- L'AGS sostituì Joachim Winkelhock con Yannick Dalmas.
- La Larrousse confermò Éric Bernard, annunciando di essersi accordata con Michele Alboreto per il resto della stagione.

## Qualifiche
Dopo che il compagno di squadra lo aveva battuto per due Gran Premi di fila, Senna ottenne la sesta pole position stagionale, precedendo Prost di poco meno di due decimi. In seconda fila si piazzarono le due Ferrari di Mansell e Berger, seguiti da Gugelmin, Patrese, Capelli e Boutsen.

### Prequalifiche
| Pos                        | No | Pilota                | Costruttore     | Tempo    | Distacco |
| -------------------------- | -- | --------------------- | --------------- | -------- | -------- |
| 1                          | 37 | Bertrand Gachot       | Onyx-Ford       | 1:11.506 | —        |
| 2                          | 17 | Nicola Larini         | Osella-Ford     | 1:11.766 | +0.260   |
| 3                          | 8  | Stefano Modena        | Brabham-Judd    | 1:11.809 | +0.303   |
| 4                          | 7  | Martin Brundle        | Brabham-Judd    | 1:12.021 | +0.515   |
| Vetture non prequalificate |    |                       |                 |          |          |
| NPQ                        | 36 | Stefan Johansson      | Onyx-Ford       | 1:12.248 | +0.742   |
| NPQ                        | 21 | Alex Caffi            | Dallara-Ford    | 1.12.501 | +0.995   |
| NPQ                        | 33 | Gregor Foitek         | EuroBrun-Judd   | 1:13.128 | +1.622   |
| NPQ                        | 18 | Piercarlo Ghinzani    | Osella-Ford     | 1:13.429 | +1.923   |
| NPQ                        | 41 | Yannick Dalmas        | AGS-Ford        | 1:13.720 | +2.214   |
| NPQ                        | 34 | Bernd Schneider       | Zakspeed-Yamaha | 1:14.124 | +2.618   |
| NPQ                        | 32 | Pierre-Henri Raphanel | Coloni-Ford     | 1:14.206 | +2.700   |
| NPQ                        | 35 | Aguri Suzuki          | Zakspeed-Yamaha | 1:14.266 | +2.760   |
| NPQ                        | 39 | Volker Weidler        | Rial-Ford       | 1:15.096 | +3.590   |

### Classifica
| Pos                     | No | Pilota             | Costruttore                             | Tempo    | Distacco |
| ----------------------- | -- | ------------------ | --------------------------------------- | -------- | -------- |
| 1                       | 1  | Ayrton Senna       | McLaren - Honda                         | 1:09.099 |          |
| 2                       | 2  | Alain Prost        | McLaren - Honda                         | 1:09.266 | +0.167   |
| 3                       | 27 | Nigel Mansell      | Ferrari                                 | 1:09.488 | +0.389   |
| 4                       | 28 | Gerhard Berger     | Ferrari                                 | 1:09.855 | +0.756   |
| 5                       | 6  | Riccardo Patrese   | Williams - Renault                      | 1:09.865 | +0.766   |
| 6                       | 15 | Maurício Gugelmin  | March - Judd                            | 1:10.336 | +1.237   |
| 7                       | 5  | Thierry Boutsen    | Williams - Renault                      | 1:10.376 | +1.277   |
| 8                       | 16 | Ivan Capelli       | March - Judd                            | 1:10.650 | +1.551   |
| 9                       | 19 | Alessandro Nannini | Benetton - Ford Cosworth                | 1:10.798 | +1.699   |
| 10                      | 11 | Nelson Piquet      | Lotus - Judd                            | 1:10.925 | +1.826   |
| 11                      | 23 | Pierluigi Martini  | Minardi - Ford Cosworth                 | 1:11.368 | +2.269   |
| 12                      | 30 | Philippe Alliot    | Lola Larrousse - Lamborghini            | 1:11.541 | +2.442   |
| 13                      | 29 | Éric Bernard       | Lola Larrousse - Lamborghini            | 1:11.687 | +2.588   |
| 14                      | 8  | Stefano Modena     | Brabham - Judd                          | 1:11.755 | +2.656   |
| 15                      | 24 | Luis Pérez-Sala    | Minardi - Ford Cosworth                 | 1:11.826 | +2.727   |
| 16                      | 12 | Satoru Nakajima    | Lotus - Judd                            | 1:11.960 | +2.861   |
| 17                      | 17 | Nicola Larini      | Osella - Ford Cosworth                  | 1:12.061 | +2.962   |
| 18                      | 3  | Jonathan Palmer    | Tyrrell - Ford Cosworth                 | 1:12.070 | +2.971   |
| 19                      | 9  | Derek Warwick      | Arrows - Ford Cosworth                  | 1:12.208 | +3.109   |
| 20                      | 7  | Martin Brundle     | Brabham - Judd                          | 1:12.327 | +3.228   |
| 21                      | 37 | Bertrand Gachot    | Onyx - Ford Cosworth                    | 1:12.329 | +3.230   |
| 22                      | 4  | Jean Alesi         | Tyrrell - Ford Cosworth                 | 1:12.341 | +3.242   |
| 23                      | 31 | Roberto Moreno     | Coloni - Ford Cosworth                  | 1:12.412 | +3.313   |
| 24                      | 26 | Olivier Grouillard | Ligier - Ford Cosworth                  | 1:12.605 | +3.506   |
| 25                      | 22 | Andrea De Cesaris  | Dallara Scuderia Italia - Ford Cosworth | 1:12.904 | +3.805   |
| 26                      | 20 | Emanuele Pirro     | Benetton - Ford Cosworth                | 1:13.148 | +4.049   |
| Vetture non qualificate |    |                    |                                         |          |          |
| NQ                      | 25 | René Arnoux        | Ligier - Ford Cosworth                  | 1:13.240 | +4.141   |
| NQ                      | 10 | Eddie Cheever      | Arrows - Ford Cosworth                  | 1:13.386 | +4.287   |
| NQ                      | 40 | Gabriele Tarquini  | AGS - Ford Cosworth                     | 1:13.496 | +4.397   |
| NQ                      | 38 | Christian Danner   | Rial - Ford Cosworth                    | 1:15.387 | +6.288   |

## Gara
Al via Prost tentò di insidiare Senna, ma il brasiliano lo chiuse con decisione, mantenendo il comando. Senna fu però costretto al ritiro nel corso del 12º giro, quando andò in testacoda ed uscì di pista a causa di un problema al cambio. Prost prese quindi la testa della corsa, precedendo Mansell, i due piloti della Williams, Nannini e Piquet.
I primi due erano imprendibili per gli altri, che lottarono quindi per il terzo posto: Boutsen fu rallentato da una foratura, mentre Patrese si ritirò per un incidente; Piquet sembrò avere la meglio, ma a poche tornate dal termine fu sopravanzato da Nannini, che conquistò il terzo gradino del podio.
In zona punti, approfittando del ritiro di Gugelmin (partito dal fondo del gruppo dopo un problema sulla griglia di partenza), chiusero anche Martini e Perez-Sala. Grazie a questo risultato la Minardi poté evitare le prequalifiche, mentre la Onyx dovette continuare a prendervi parte.

### Classifica
| Pos | N° | Pilota                | Costruttore                             | Giri | Tempo/Causa ritiro   | Pos. Partenza | Punti |
| --- | -- | --------------------- | --------------------------------------- | ---- | -------------------- | ------------- | ----- |
| 1   | 2  | Alain Prost           | McLaren - Honda                         | 64   | 1:19:22.131          | 2             | 9     |
| 2   | 27 | Nigel Mansell         | Ferrari                                 | 64   | + 19.369             | 3             | 6     |
| 3   | 19 | Alessandro Nannini    | Benetton - Ford Cosworth                | 64   | + 48.019             | 9             | 4     |
| 4   | 11 | Nelson Piquet         | Lotus - Judd                            | 64   | + 1:06.735           | 10            | 3     |
| 5   | 23 | Pierluigi Martini     | Minardi - Ford Cosworth                 | 63   | + 1 Giro             | 11            | 2     |
| 6   | 24 | Luis Pérez-Sala       | Minardi - Ford Cosworth                 | 63   | + 1 Giro             | 15            | 1     |
| 7   | 26 | Olivier Grouillard    | Ligier - Ford Cosworth                  | 63   | + 1 Giro             | 24            |       |
| 8   | 12 | Satoru Nakajima       | Lotus - Judd                            | 63   | + 1 Giro             | 16            |       |
| 9   | 9  | Derek Warwick         | Arrows - Ford Cosworth                  | 62   | + 2 Giri             | 19            |       |
| 10  | 5  | Thierry Boutsen       | Williams - Renault                      | 62   | + 2 Giri             | 7             |       |
| 11  | 20 | Emanuele Pirro        | Benetton - Ford Cosworth                | 62   | + 2 Giri             | 26            |       |
| 12  | 37 | Bertrand Gachot       | Onyx - Ford Cosworth                    | 62   | + 2 Giri             | 21            |       |
| Rit | 15 | Maurício Gugelmin     | March - Judd                            | 54   | Cambio               | 6             |       |
| Rit | 7  | Martin Brundle        | Brabham - Judd                          | 49   | Motore               | 20            |       |
| Rit | 28 | Gerhard Berger        | Ferrari                                 | 49   | Principio d'incendio | 4             |       |
| Rit | 29 | Éric Bernard          | Lola Larrousse - Lamborghini            | 46   | Motore               | 13            |       |
| Rit | 30 | Philippe Alliot       | Lola Larrousse - Lamborghini            | 39   | Motore               | 12            |       |
| Rit | 3  | Jonathan Palmer       | Tyrrell - Ford Cosworth                 | 32   | Testacoda            | 18            |       |
| Rit | 8  | Stefano Modena        | Brabham - Judd                          | 31   | Motore               | 14            |       |
| Rit | 4  | Jean Alesi            | Tyrrell - Ford Cosworth                 | 28   | Testacoda            | 22            |       |
| Rit | 17 | Nicola Larini         | Osella - Ford Cosworth                  | 23   | Sterzo               | 17            |       |
| Rit | 6  | Riccardo Patrese      | Williams - Renault                      | 19   | Incidente            | 5             |       |
| Rit | 16 | Ivan Capelli          | March - Judd                            | 15   | Trasmissione         | 8             |       |
| Rit | 22 | Andrea De Cesaris     | Dallara Scuderia Italia - Ford Cosworth | 16   | Motore               | 25            |       |
| Rit | 1  | Ayrton Senna          | McLaren - Honda                         | 12   | Testacoda/Cambio     | 1             |       |
| Rit | 31 | Roberto Moreno        | Coloni - Ford Cosworth                  | 2    | Cambio               | 23            |       |
| NQ  | 25 | René Arnoux           | Ligier - Ford Cosworth                  |      |                      |               |       |
| NQ  | 10 | Eddie Cheever         | Arrows - Ford Cosworth                  |      |                      |               |       |
| NQ  | 40 | Gabriele Tarquini     | AGS - Ford Cosworth                     |      |                      |               |       |
| NQ  | 38 | Christian Danner      | Rial - Ford Cosworth                    |      |                      |               |       |
| NPQ | 36 | Stefan Johansson      | Onyx - Ford Cosworth                    |      |                      |               |       |
| NPQ | 21 | Alex Caffi            | Dallara Scuderia Italia - Ford Cosworth |      |                      |               |       |
| NPQ | 33 | Gregor Foitek         | EuroBrun - Judd                         |      |                      |               |       |
| NPQ | 18 | Piercarlo Ghinzani    | Osella - Ford Cosworth                  |      |                      |               |       |
| NPQ | 41 | Yannick Dalmas        | AGS - Ford Cosworth                     |      |                      |               |       |
| NPQ | 34 | Bernd Schneider       | Zakspeed - Yamaha                       |      |                      |               |       |
| NPQ | 32 | Pierre-Henri Raphanel | Coloni - Ford Cosworth                  |      |                      |               |       |
| NPQ | 35 | Aguri Suzuki          | Zakspeed - Yamaha                       |      |                      |               |       |
| NPQ | 39 | Volker Weidler        | Rial - Ford Cosworth                    |      |                      |               |       |

## Classifiche

### Piloti
| Pos. | Pilota             | Punti |
| ---- | ------------------ | ----- |
| 1    | Alain Prost        | 47    |
| 2    | Ayrton Senna       | 27    |
| 3    | Riccardo Patrese   | 22    |
| 4    | Nigel Mansell      | 21    |
| 5    | Thierry Boutsen    | 13    |
| 6    | Alessandro Nannini | 12    |
| 7    | Michele Alboreto   | 6     |
| 8    | Nelson Piquet      | 6     |
| 9    | Johnny Herbert     | 5     |
| 10   | Maurício Gugelmin  | 4     |
| 11   | Stefano Modena     | 4     |
| 12   | Eddie Cheever      | 4     |
| 13   | Andrea De Cesaris  | 4     |
| 14   | Alex Caffi         | 4     |
| 15   | Derek Warwick      | 4     |
| 16   | Christian Danner   | 3     |
| 17   | Jean Alesi         | 3     |
| 18   | René Arnoux        | 2     |
| 19   | Stefan Johansson   | 2     |
| 20   | Pierluigi Martini  | 2     |
| 21   | Jonathan Palmer    | 1     |
| 22   | Martin Brundle     | 1     |
| 23   | Gabriele Tarquini  | 1     |
| 24   | Olivier Grouillard | 1     |
| 25   | Luis Pérez-Sala    | 1     |

### Costruttori
| Pos. | Team                                    | Punti |
| ---- | --------------------------------------- | ----- |
| 1    | McLaren - Honda                         | 74    |
| 2    | Williams - Renault                      | 35    |
| 3    | Ferrari                                 | 21    |
| 4    | Benetton - Ford Cosworth                | 17    |
| 5    | Tyrrell - Ford Cosworth                 | 10    |
| 6    | Dallara Scuderia Italia - Ford Cosworth | 8     |
| 7    | Arrows - Ford Cosworth                  | 8     |
| 8    | Lotus - Judd                            | 6     |
| 9    | Brabham - Judd                          | 5     |
| 10   | March - Judd                            | 4     |
| 11   | Rial - Ford Cosworth                    | 3     |
| 12   | Ligier - Ford Cosworth                  | 3     |
| 13   | Minardi - Ford Cosworth                 | 3     |
| 14   | Onyx - Ford Cosworth                    | 2     |
| 15   | AGS - Ford Cosworth                     | 1     |